# Hyldedysse von Gadstrup

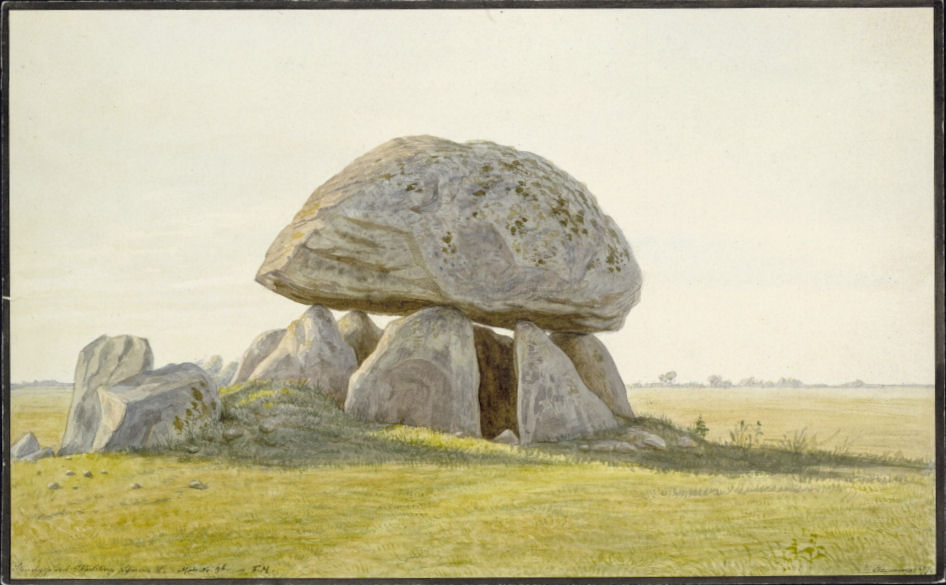
Hyldedysse von Jacob Kornerup

Der Hyldedysse von Gadstrup (auch Hylledysse oder Skelbæk Hylledysse) bei Roskilde ist ein Polygonaldolmen, der sich durch seinen für den Typ charakteristischen großen Deckstein auszeichnet. Der Dolmen wurde bereits 1823 ausgegraben, 114 Jahre bevor in Dänemark die Unterschutzstellung der Monumente einsetzte. Die Megalithanlage liegt auf einem schwachen Hang etwa 150 m westlich vom Flugplatz Tune und etwa 400 m von Skaelbæk entfernt. Sie entstand zwischen 3500 und 2800 v. Chr. als Megalithanlage der Trichterbecherkultur (TBK). Neolithische Monumente sind Ausdruck der Kultur und Ideologie jungsteinzeitlicher Gesellschaften. Ihre Entstehung und Funktion gelten als Kennzeichen der sozialen Entwicklung.

## Beschreibung
Die 2,3 m hohe Anlage besteht aus einer eher selteneren oktogonalen Kammer mit sieben Tragsteinen und einer Zugangslücke, in der ein halbhoher Schwellenstein steht, und dem großen Deckstein. Es sind Reste von Trockenmauerwerk zwischen den Tragsteinen vorhanden. Der Kammerboden aus Rollsteinen hat einen Lehmestrichüberzug.
Ursprünglich lag der Dolmen in einem Rundhügel, dessen Randsteine fast vollständig entfernt wurden, so dass nur die Kammer zurückblieb. Bei einer Restaurierung im Jahre 1916 fand man nur eine kleine Anzahl von Feuersteinwerkzeugen neben verstreuten Scherben und Knochenfragmenten.
Ein Ganggrab gleichen Namens liegt in Rørby bei Kalundborg.